# 2001 en Tunisie
Chronologie de la Tunisie
- 1997
- 1998
- 1999
- 2000
- 2001
- 2002
- 2003
- 2004
- 2005

Cet article présente les faits marquants de l'année 2001 en Tunisie ou relatifs à la Tunisie.

## Événements
- 12 février : la justice annule les actes du congrès de la Ligue tunisienne des droits de l'homme.
- 6 juillet : le stade olympique de Radès, construit pour accueillir les Jeux méditerranéens, est inauguré.
- 12 juillet : Mokhtar Yahyaoui (en), président de la dixième chambre civile au tribunal de première instance de Tunis, adresse une lettre ouverte au président Zine el-Abidine Ben Ali dans laquelle il dénonce l'absence d'indépendance de la justice[1].
- 1er décembre : le président français Jacques Chirac est en visite en Tunisie[2].

## Sports
- 2-15 septembre : la 14e édition des Jeux méditerranéens a lieu à Tunis ; c'est la seconde fois que la Tunisie accueille cette manifestation après 1967 ; on fête par la même occasion le 50e anniversaire de ces jeux qui ont eu lieu pour la première fois en 1951 à Alexandrie (Égypte).

### Athlétisme
- Championnats de Tunisie d'athlétisme 2001

### Football
- Coupe des clubs champions arabes de football 2001
- Équipe de Tunisie de football en 2001
- Championnat de Tunisie de football 2000-2001
- Championnat de Tunisie de football 2001-2002
- Coupe de Tunisie de football 2000-2001

### Handball
- Championnat de Tunisie masculin de handball 2000-2001
- Championnat de Tunisie masculin de handball 2001-2002

### Volley-ball
- Équipe de Tunisie de volley-ball en 2001
- Championnat de Tunisie masculin de volley-ball 2000-2001
- Championnat de Tunisie masculin de volley-ball 2001-2002

## Culture
- Frantz Fanon, une vie, un combat, une œuvre, documentaire réalisé par Cheikh Djemai en 2001.
- 23 avril : le Comar d'or est attribué à :
  - Wakaa el medina el ghariba, ouvrage en langue arabe d'Abdeljabbar El Euch (ar) ;
  - Tasharej, ouvrage en langue française d'Emna Belhadj Yahia.

## Naissances en 2001
- Naissance en Tunisie en 2001

## Décès en 2001
- Décès en Tunisie en 2001